# Piaski (gemeente in Groot-Polen)
De gemeente Piaski is een landgemeente in woiwodschap Groot-Polen. De zetel van de gemeente is in de plaats Piaski.

## Plaatsen
- Piaski - dorp
- Anteczków - dorp
- Bielawy Szelejewskie - dorp
- Bodzewo - dorp
- Bodzewko Pierwsze - dorp
- Bodzewko Drugie - dorp
- Drzęczewo Pierwsze - dorp
- Drzęczewo Drugie - dorp
- Godurowo - dorp
- Głogówko - dorp
- Grabonóg - dorp
- Józefowo - dorp
- Lafajetowo - dorp
- Lipie - dorp
- Łódź - dorp
- Michałowo - dorp
- Podrzecze - dorp
- Rębowo - dorp
- Smogorzewo - dorp
- Stefanowo - dorp
- Strzelce Małe - dorp
- Strzelce Wielkie - dorp
- Tanecznica - dorp

## Aangrenzende gemeenten
Dolsk, Gostyń, Krobia, Krobia, Borek Wlkp., Pogorzela, Pępowo